# Mark 16 (核爆弾)
Mark 16はアメリカ合衆国が開発した核爆弾。史上初の兵器化された水素爆弾である。当初名称は実験兵器としてTX-16またはEC-16と呼ばれていた。
アイビー作戦マイク実験（1952年11月1日）の実験装置を兵器化したものであり、核融合燃料には液体重水素を用いている。液体重水素は極低温であるが、航空機搭載用の爆弾化するにあたり、各部品の軽量化のほか、冷却装置は省かれ、蒸発した液体重水素は保冷タンクより補充される仕組みであった。大型・大重量の爆弾であり、B-36爆撃機にしか搭載できず、搭載数も1発のみであった。1954年1月には生産・保管にまでこぎつけ、史上初の兵器化された水素爆弾（湿式水爆）となった。温度管理が必要など実用性は低いものであり、固形重水素化リチウムを核物質として用いて実用性を高めた乾式水爆のMark 14核爆弾が1954年2月に生産され始めると、Mark 16の意義は低下し、1954年4月には配備から外された。
Mark 16のサイズは直径61.4インチ、長さ296.7インチ、重量は39,000から42,000ポンドであり、先端が丸みを帯びた円筒形であった。ケーシングのサイズはMark 17などとほぼ同じである。核出力は6-8Mtが予測されており、5発が生産された。